# Rhyacophila brunnea
Rhyacophila brunnea là một loài Trichoptera trong họ Rhyacophilidae. Chúng phân bố ở miền Tân bắc.